# Bice Waleran
Edvige Maria Valcarenghi, connue sous le nom de scène  Bice Waleran (née le 8 mai 1886 à Rome et morte en 1969 à Torella dei Lombardi ) est une actrice italienne du cinéma muet.

## Biographie
Bice Waleran était née à Rome d'une famille milanaise d'origine autrichienne. Elle épousa Vincenzo Leone, réalisateur connu sous le nom de Roberto Roberti, avec lequel elle eu son fils Sergio Leone.

## Filmographie partielle
- 1912 : La Comtesse Lara (La contessa Lara) de Roberto Roberti
- 1913 : La Tour de l'expiation (La torre dell'espiazione) de Roberto Roberti
- 1913 : Sa Majesté le sang (Sua Maestà il sangue) de Roberto Roberti
- 1913 : Le Mystère du pont Saint-Martin (L'assassina del ponte di Saint-Martin) de Roberto Roberti
- 1913 : La Vampire indienne (La vampira indiana) de Roberto Roberti
- 1914 : Il bandito di Port-Aven de Roberto Roberti
- 1914 : La principessina di Bedford de Roberto Roberti
- 1914 : Il barcaiolo del Danubio de Roberto Roberti
- 1914 : Teodora de Roberto Roberti
- 1915 : La piccola detective de Roberto Roberti
- 1917 : La cavalcata dei sogni de Roberto Roberti